# Liste der Monuments historiques in Ergersheim (Bas-Rhin)
Die Liste der Monuments historiques in Ergersheim führt die Monuments historiques in der französischen Gemeinde Ergersheim auf.

## Liste der Objekte
| Bezeichnung                | Beschreibung | Standort                                    | Kennzeichnung | Schutzstatus | Datum | Bild           |
| -------------------------- | --- | ------------------------------------------- | ------------- | ------------ | ----- | -------------- |
| Orgel                      | 1818 von Stiehr-Mockers gebaut | in der Kirche St-Nicolas (Lage)             | PM67001010    | Classé       | 1973  | weitere Bilder |
| Instrumentalteil der Orgel | 1818 von Stiehr-Mockers gebaut | in der Kirche St-Nicolas (Lage)             | PM67000066    | Classé       | 1973  | weitere Bilder |
| Drei Altäre                | Marienaltar (Hauptaltar), Wendelinus- und Valentinsaltar (Seitenaltäre); jeweils Altartisch und Gemälde, sowie zwei Skulpturen; Holz, farbig gefasst und vergoldet, 18. Jahrhundert | in der Kapelle Notre-Dame d’Altbronn (Lage) | PM67000588    | Classé       | 1982  |                |
| Skulptur Madonna mit Kind  | Holz, farbig gefasst und vergoldet, 15. Jahrhundert | in der Kapelle Notre-Dame d’Altbronn (Lage) | PM67000067    | Classé       | 1979  |                |
| Retabel                    | | in der Kapelle St-Michel de Rimlen (Lage)   | PM67001601    | Inscrit      | 1976  |                |